# Flow Hive
Flow Hive là hệ thống khai thác mật ong tự động do Cedar Stuart Anderson, một người nuôi ong người Úc phát minh ra.
Flow Hive thực chất là một tổ ong được thiết kế lại và có gắn các vòi dẫn mật ra ngoài. Những lỗ tổ ong có hình lục giác giống như thật được chế tạo và đặt trong tổ. Khi đã tổng hơp xong mật, ong sẽ điền đầy mật vào những lỗ tổ ong này. Mật ong chảy từ các lỗ qua ống dẫn và đi vào lọ đựng mật ong đặt bên ngoài.
”Flow Hive” đã tạo ra một cuộc cách mạng trong nghề nuôi ong. Thông thường, người nuôi ong phải mặc quần áo bảo hộ, hoặc làm choáng đàn ong bằng khói, lấy tổ ong ra để khai thác mật và như vậy sẽ mất nhiều thời gian, khiến đàn ong bị rối loạn hoặc có thể bị chết. Bằng Flow Hive, người nuôi ong có thể tiết kiệm gần như toàn bộ sức lao động trong việc thu hoạch mật ong.